# شارون لورانس
شارون لورانس (بالإنجليزية: Sharon Lawrence)‏ مواليد 29 يونيو 1961 في تشارلوت، الولايات المتحدة، هي ممثلة أمريكية بدأت مسيرتها الفنية عام 1987.

## الأعمال
- 1999-2001: رجل النساء (الدور: دونا )
- 2002: القانون والنظام: الوحدة الخاصة للضحايا (الدور: 2002)
- 2004: القاضية إيمي (الدور: أندريا )
- 2004: بوسطن ليغال (الدور: ريتا )
- 2004: ربات بيوت يائسات (الدور: مايسي جيبونز)
- 2006-2008: مونك (الدور: ليندا فوسكو)
- 2009: شبح هامس (الدور: ايلينا )
- 2009: غريز أناتومي (الدور: روبي ستيفنز)
- 2009: اكبح حماسك
- 2009: كوميونتي (الدور: دورين)

## وصلات خارجية
- الموقع الرسمي
- شارون لورانس على موقع IMDb (الإنجليزية)
- شارون لورانس على موقع ألو سيني (الفرنسية)
- شارون لورانس على موقع أول موفي (الإنجليزية)
- شارون لورانس على موقع قاعدة بيانات برودواي على الإنترنت (الإنجليزية)
- شارون لورانس على موقع قاعدة بيانات الأفلام السويدية (السويدية)
- شارون لورانس على موقع إن إن دي بي (الإنجليزية)
- شارون لورانس على موقع قاعدة بيانات الفيلم (الإنجليزية)
- شارون لورانس على موقع كينوبويسك (الروسية)